# Begleitschutz

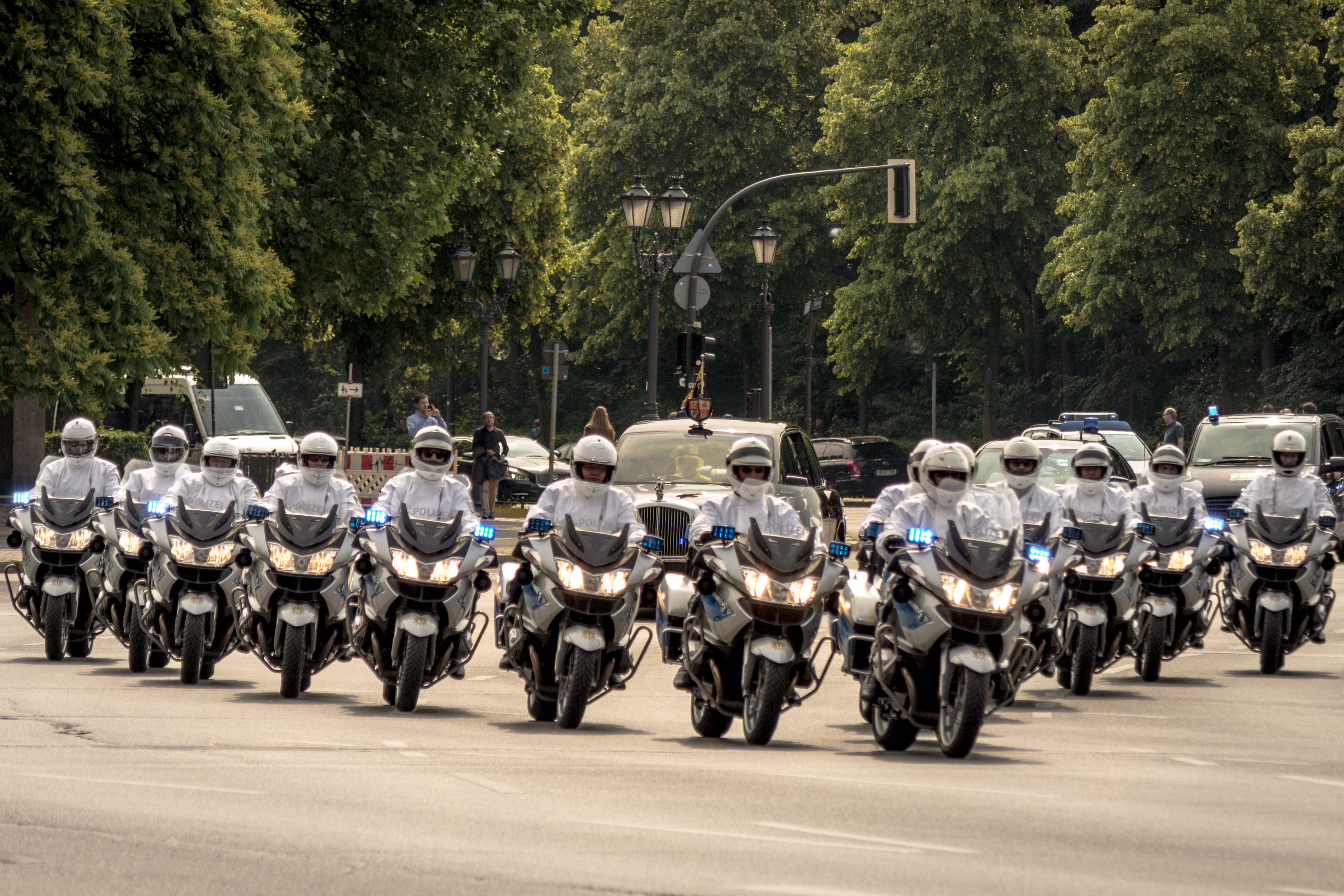
Motorradeskorte beim Staatsbesuch von Queen Elisabeth II. in Berlin 2015

Als Begleitschutz bezeichnet man geeignete Sicherheitsmaßnahmen, die zum Ziel haben, sowohl gefährdete Personen in der Öffentlichkeit wie auch Waren und Gegenstände (insbesondere Wertgegenstände und Valoren) während eines Transportes effektiv zu schützen.
Den Begleitschutz im Kunst- und Werttransport bezeichnet man auch als Transportbegleitung, der in der Regel durch bewaffnete Sicherheitskuriere durchgeführt wird.
Im Begleitschutz für gefährdete Personen wird zwischen personenbezogenem Begleitschutz und Personenschutz unterschieden; im Begleitschutz kommt i. d. R. eine unbewaffnete Sicherungskraft zum Einsatz während der Personenschutz aus mehreren bewaffneten Sicherheitskräften (Vor- und dem Nachkommando) besteht.
'Begleitschutz' oder 'Jagdschirm' nennt man auch die Jagdflugzeuge, die Bomber oder Bomberverbände begleiten, um sie gegen angreifende gegnerische Jagdflugzeuge zu verteidigen.
In manchen Regionen haben Handelsschiffe wegen der Gefahr von Piratenüberfällen (z. B. vor der Küste Somalias) bewaffnete Sicherheitskräfte aus der Privatwirtschaft an Bord. Auch in diesem Fall spricht man von 'Begleitschutz'.

## Ausführende Organe
Begleitschutz wird je nach Einsatzgebiet von privaten Sicherheitskräfte oder von staatlichen Organe (zum Beispiel Beamten des Bundeskriminalamtes oder einzelner Landeskriminalämter, von Bundespolizei oder von der Bundeswehr) durchgeführt. 

## Einsatzgebiete
- Personenschutz
- Werttransporte (auch verdeckte Werttransporte)
- Geldtransporte
- Kunsttransporte
- Datentransporte